# ووکوار
ووکُوار (به کرواتی: Vukovar) شهری در ایالت ووکوار-سیرمیا کشور کرواسی است که جمعیت آن در سال ۲۰۱۱ میلادی ۳۰٬۸۷۲ نفر بوده‌است.